# Kapistre Deresi
Der Kapistre Deresi ist ein Fluss zum Schwarzen Meer in der nordosttürkischen Provinz Artvin.
Der Kapistre Deresi entspringt im Ostpontischen Gebirge auf einer Höhe von. Der Fluss durchfließt den Landkreis Arhavi in nördlicher Richtung. Er passiert den Ort Kavak und mündet schließlich bei der Kreisstadt Arhavi ins Meer.
Die letzten 4–5 km des Flusses sind aus Hochwasserschutzgründen kanalisiert.
Der Kapistre Deresi hat einen mittleren Abfluss von 15 m³/s.
Der Kapistre Deresi zählt zu den Laichgebieten der Schwarzmeerforelle.